# Abasolo (kommun), Guanajuato
Abasolo är en kommun i Mexiko.   Den ligger i delstaten Guanajuato, i den centrala delen av landet, 280 km väster om huvudstaden Mexico City.
Följande samhällen finns i Abasolo:
- Abasolo
- Las Masas
- San Bernardo Peña Blanca
- San José de González
- El Novillero
- La Trinidad
- Horta
- San Rafael de Horta
- San Francisco de Horta
- San Francisco de Horta
- La Tinaja de Negrete
- Estación Abasolo
- Las Cruces
- San Aparicio
- Gómez de Orozco
- La Brisa
- El Tepocate
- Marfil
- Alto de Alcocer
- La Ordeña
- Las Estacas
- Colonia los Ángeles
- Emiliano Zapata
- Las Pomas Nuevas
- Alto de San José de González
- Berumbo
- Ejido de Tlanalapa
- San Telmo de Roa
- Florida de Gómez
- Buenavista de Vega
- Fraccionamiento el Refugio
- Colonia Solidaridad
- San Lorenzo
- Miraflores
- Santa Rosa de Negrete
- Colonia San Juan
- San Antonio de la Rinconada
- San Juan de la Cruz
- Alto de Negrete
- La Peñuela
- San Felipe
- Salitre de Saavedra
- San José de Ruiz
- La Luz de Quintana
- Paso de Canoa
- La Mina
- Laredo
- San Cayetano
- Alto de Medina
- Refugio de Ríos
- Paso de Piedra
- San Miguel de Tiradores
- La Rosa de Camacho
- San José del Varal
- Los Pinos
- Rosas Blancas
- Las Canoas
- Rancho de González
- San Antonio de Gómez
- El Progreso
- San José de Ceballos
- Rancho Seco
- San Vicente del Caño